# Акт о сохранении земель Аляски
Акт о сохранении земель Аляски (англ. Alaska National Interest Lands Conservation Act, сокращённо — ANILCA) — федеральный закон США, принятый Конгрессом США 12 ноября 1980 года и подписанный президентом Джимми Картером 2 декабря того же года. Закон обеспечил разные уровни государственной защиты природоохранным территориям Аляски общей площадью более 600 000 км².

## История
Аляска была объявлена штатом в 1959 году. На территории Аляски были расположены ценные природные ресурсы и уникальные экосистемы. В задачи нового закона входила регуляция притязаний коренного населения полуострова, развития инфраструктуры, экономического роста, промышленной разработки и сохранения биоразнообразия. 18 декабря 1971 года был принят закон о притязаниях коренного населения Аляски на земли (ANSCA), согласно которому они получали права на примерно 178 000 км². Раздел 17(d)(2) этого акта предполагал исследование ещё 320 000 км² территорий для включения в Национальную парковую систему. В качестве крайнего срока исследований было названо 18 декабря 1973 года. Результаты были представлены Конгрессу 17 декабря 1973 года, после чего у Конгресса было 5 лет для написания законопроекта. В октябре 1978 года 95-й Конгресс отложил принятие закона, хотя был достигнут значительный прогресс в деле создания всеобъемлющего законопроекта о землях Аляски. 19 мая 1978 года Палата представителей приняла законопроект по Аляске, проголосовав 277 за и 31 против и передала его в Комитет энергии и природных ресурсов Сената. 1 декабря 1978 года президентским указом 222 500 км² земель Аляски были наделены статусом Национального памятника. Окончательно федеральный закон США был принят Конгрессом США 12 ноября 1980 года. Акт о сохранении земель Аляски был подписан президентом в последние дни 96-го Конгресса 2 декабря 1980 года. Таким образом разработка нового закона заняла 3 администрации, 5 сессий Конгресса и около 9 лет (с 1971 по 1980 год), в неё были вовлечены правительство штата Аляска, представители коренного населения и других заинтересованных организаций.

## Природоохранные территории
Закон определил статус территорий общей площадью более 600 000 км². Было создано девять национальных резерватов дикой природы, изменены статус или границы шести.
Были созданы или изменены следующие природоохранные территории, находящиеся под ответственностью Национальной парковой системы и системы национальных резерватов дикой природы:
| Название                                           | Статус                         | Площадь, км²                  | Примечание | Изображение                   |
| Национальная парковая система                      | Национальная парковая система  | Национальная парковая система | Национальная парковая система | Национальная парковая система |
| -------------------------------------------------- | ------------------------------ | ----------------------------- | --- | ----------------------------- |
| Аниакчак                                           | национальный памятник          | 555                           | создан для сохранения кальдеры Аниакчак и связанного с ней вулканического ландшафта, включая озёра и реки, в их естественном состоянии, а также для исследования и обеспечения продолжения восстановления экосистемы, для защиты мест обитании и популяций рыб и животных, включая медведей гризли, бурых медведей, лосей, карибу, морских львов и котиков, гусей, лебедей, других водоплавающих птиц |                               |
| Аниакчак                                           | национальный заказник          | 1885,8                        | создан для сохранения кальдеры Аниакчак и связанного с ней вулканического ландшафта, включая озёра и реки, в их естественном состоянии, а также для исследования и обеспечения продолжения восстановления экосистемы, для защиты мест обитании и популяций рыб и животных, включая медведей гризли, бурых медведей, лосей, карибу, морских львов и котиков, гусей, лебедей, других водоплавающих птиц |                               |
| Беринг-Ленд-Бридж                                  | национальный заказник          | 10 916                        | создан для защиты и исследования арктической и вулканической растительности, формирований из пепла, для защиты мест обитания перелётных птиц, для археологического и палеонтологического изучения процесса миграции животных, включая человека, между Северной Америкой и азиатским континентом, для защиты среды обитания и популяций рыб и животных, включая морских млекопитающих, медведей гризли, бурых медведей, лосей и волков |                               |
| Кейп-Крузенштерн                                   | национальный памятник          | 2627                          | создан для защиты и изучения археологических стоянок, отражающих жизнь во всех известных культурных периодах арктической Аляски, для исследований процесса заселения Аляски в ходе миграции из Азиатского континента, для сохранения и исследования свидетельств доисторических и исторических культур, для защиты среды обитания тюленей и других морских млекопитающих, популяций птиц и других диких животных и рыб |                               |
| Гейтс-оф-те-Арктик                                 | национальный парк и заповедник | 34 287                        | созданы для поддержания дикого и неразработанного состояния территории, развития горного туризма, защиты мест обитания и популяций рыб и диких животных, включая карибу, гризли, лосей, волков и птиц |                               |
| Кенай-Фьордс                                       | национальный парк              | 2833                          | создан для сохранения естественного состояния ледников, прибрежных фьордов и островов, защиты популяций морских львов, котиков и других водных млекопитающих, морских и других птиц от человеческого вмешательства |                               |
| Кобук-Валли                                        | национальный парк              | 7085                          | создан для поддержания экологической целостности долины реки Кобук, включая саму реку, её притоки, бореальный лес и песчаные дюны Грейт-Кобук; для защиты и интерпретации в сотрудничестве с коренными аляскинцами археологических объектов, связанных с коренными культурами; для защиты путей миграции карибу; для защиты среды обитания и популяций рыб и диких животных, включая, но не ограничиваясь, карибу, лося, черных медведя и гризли, волков и водоплавающих птиц.                                                                                                |                               |
| Лейк-Кларк                                         | национальный парк              | 16 308                        | создан для защиты естественной среды обитания красного лосося, необходимой для сохранения промысла в Бристол-Бей; для сохранения естественного состояния Аляскинского хребта и Алеутского хребта, включая действующие вулканы, ледники, реки, озера, водопады и альпийские луга; для защиты среды обитания и популяции рыб и диких животных, включая, но не ограничиваясь, карибу, баранов Далла, бурого медведя и гризли, белоголовых орланов и сапсанов |                               |
| Ноатак                                             | национальный заказник          | 26 588                        | создан для поддержания экологической целостности реки Ноатак и прилегающих возвышенностей; для обеспечения продолжения геологических и биологических процессов без вмешательства человека; для защиты среды обитания и популяций рыб и диких животных, включая, но не ограничиваясь, карибу, медведей гризли, овец, лосей, волков и водоплавающих и других видов птиц; для защиты археологических объектов; и для предоставления возможности научных исследований |                               |
| Рангел-Сент-Элайас                                 | национальный парк              | 53 321                        | создан для сохранения естественного состояния и красоты высокогорных вершин, предгорий, ледниковых систем, озёр и ручьев, долин и прибрежных ландшафтов; для защиты среды обитания и популяции рыб и диких животных, включая, но не ограничиваясь, карибу, бурых медведей и гризли, оленей, лосей, волков, лебедей и других водоплавающих птиц и морских млекопитающих; для обеспечения постоянных рекреационных возможностей, таких как доступ для альпинизма, горных прогулок и других видов отдыха                                                                         |                               |
| Юкон-Чарли-Риверз                                  | национальный заказник          | 10 220                        | создан для поддержания экологической целостности долины реки Чарли, включая притоки, озера и другие природные объекты, и сохранения её в естественном состоянии для посещения и научных исследований; для защиты среды обитания и популяций рыб и диких животных, в том числе, но не ограничиваясь, сапсана и других хищных птиц, карибу, лосей, баранов Далла, медведей гризли и волков; и для защиты и интерпретирования исторических мест, связанных с золотой лихорадкой на реке Юкон, а также с геологической, палеонтологической и культурной предысторией этого района |                               |
| Глейшер-Бей                                        | национальный парк              | 13 044                        | изменён статус с национального памятника на национальный парк, а территория расширена на 2116 км². Парк был создан для сохранения участков реки Алсек, мест обитания рыбы и животных и миграционных путей, а также сохранения части гряды Фэруэтер, включая северно-западный склон горы Фэруэтер. |                               |
| Катмай                                             | национальный парк              | 16 564                        | изменён статус с национального памятника на национальный парк, а территория расширена на 4196,5 км². Парк был создан для сохранения мест обитания и популяций рыб и диких животных, включая, но не ограничиваясь, бурых медведей и гризли, лосось; для сохранения природных, геологических и культурных особенностей территории |                               |
| Денали                                             | национальный парк              | 24 585                        | национальный парк Маунт-Мак-Кинли и национальный монумент Денали были объединены под именем национального парка Денали. Территория национального парка была расширена на 9817,6 км². Парк был создан для сохранения и изучения горного массива, сохранения мест обитания и популяций рыб и диких животных, включая, но не ограничиваясь, бурых медведей и гризли, лосей, карибу, баранов Далла, волков, лебедей и других птиц; для предоставления возможностей для активного отдыха, такого как скалолазание, альпинизм                                                       |                               |
| Система национальных резерватов дикой природы      |                                |                               | |                               |
| Заповедник полуострова Аляска                      | резерват                       | 14 421                        | создан для сохранения среды обитания и популяции рыб и диких животных, включая, но не ограничиваясь, карибу, бурых медведей, морских выдр и других морских млекопитающих, мигрирующих птиц, сибирских гаг, белоголовых орланов; для выполнения международных договорённостей США с уважением к окружающей среде |                               |
| Заповедник Бочарова                                | резерват                       | 4860                          | создан для сохранения среды обитания и популяции рыб и диких животных, включая, но не ограничиваясь, бурых медведей, лосося, перелётных птиц, карибу, морских птиц и млекопитающих; для выполнения международных договорённостей США с уважением к окружающей среде |                               |
| Заповедник Инноко                                  | резерват                       | 15 582                        | создан для сохранения среды обитания и популяции рыб и диких животных, включая, но не ограничиваясь, водоплавающих птиц, сапсана, перелетных птиц, лосося, черных медведей, лосей, пушных животных и других млекопитающих; для выполнения международных договорённостей США с уважением к окружающей среде |                               |
| Заповедник Канути                                  | резерват                       | 6600                          | создан для сохранения среды обитания и популяции рыб и диких животных, включая, но не ограничиваясь, белолобых гусей и других водоплавающих птиц, перелетных птиц, карибу, лосей и пушных животных; для выполнения международных договорённостей США с уважением к окружающей среде |                               |
| Заповедник Коюкук                                  | резерват                       | 14 000                        | создан для сохранения среды обитания и популяции рыб и диких животных, включая, но не ограничиваясь, перелётных птиц, лосей, карибу; для выполнения международных договорённостей США с уважением к окружающей среде |                               |
| Заповедник Новитна                                 | резерват                       | 8500                          | создан для сохранения среды обитания и популяции рыб и диких животных, включая, но не ограничиваясь, лебедя-трубача, белолобого гуся, длинноносого красноголового нырка, перелётных птиц, лосей, карибу, куниц, росомах, лосось, нельма, щук; для выполнения международных договорённостей США с уважением к окружающей среде |                               |
| Заповедник Селавик                                 | резерват                       | 8800                          | создан для сохранения среды обитания и популяции рыб и диких животных, включая, но не ограничиваясь, карибу, гусей, куликов, перелётных птиц; для выполнения международных договорённостей США с уважением к окружающей среде |                               |
| Заповедник Тетлин                                  | резерват                       | 2833                          | создан для сохранения среды обитания и популяции рыб и диких животных, включая, но не ограничиваясь, куликов, перелётных птиц, лосей, карибу, лосось, мальму; для выполнения международных договорённостей США с уважением к окружающей среде |                               |
| Заповедник Юкон-Флэтс                              | резерват                       | 34 943                        | создан для сохранения среды обитания и популяции рыб и диких животных, включая, но не ограничиваясь, перелётных птиц, медведей, лосей, баранов Далла, карибу, росомах, лосось; для выполнения международных договорённостей США с уважением к окружающей среде |                               |
| Аляскинский морской национальный заповедник        | резерват                       | 20 000                        | объединение уже существующих одиннадцати разрозненных охранных зон для сохранения среды обитания и популяции рыб и диких животных, включая, но не ограничиваясь, морских млекопитающих, морских и перелётных птиц, медведей, карибу; для выполнения международных договорённостей США с уважением к окружающей среде |                               |
| Национальный Арктический заповедник                | резерват                       | 78 051                        | заповедник был создан на основе охраняемой территории для сохранения среды обитания и популяции рыб и диких животных, включая, но не ограничиваясь карибу Гранта, полярных и гризли медведей, овцебыков, овец, волков, гусей, перелётных птиц, арктического гольца |                               |
| Заповедник Изембек                                 | резерват                       | 1270                          | заповедник был создан на основе охраняемой территории для сохранения среды обитания и популяции рыб и диких животных, включая, но не ограничиваясь водоплавающих и перелётных птиц, куликов, медведей и лососёвых |                               |
| Заповедник Кенай                                   | резерват                       | 7770                          | заповедник был создан на основе охраняемой территории для сохранения среды обитания и популяции рыб и диких животных, включая, но не ограничиваясь лосей, медведей, горных коз, баранов Далла, волков и пушных зверей, лососевых, водоплавающих, перелетных и оседлых птиц |                               |
| Заповедник Кадьяк                                  | резерват                       | 8055                          | заповедник был создан на основе охраняемой территории для сохранения среды обитания и популяции рыб и диких животных, включая, но не ограничиваясь Кадьякских бурых медведей, лососевых, каланов, морских львов и других морских млекопитающих и перелетных птиц |                               |
| Заповедник Тогиак                                  | резерват                       | 16 602                        | заповедник был создан на основе охраняемой территории для сохранения среды обитания и популяции рыб и диких животных, включая, но не ограничиваясь лососевых, морских птиц и млекопитающих, и перелётных птиц |                               |
| Заповедник Дельта Юкона                            | резерват                       | 77 500                        | заповедник был создан на основе охраняемой территории для сохранения среды обитания и популяции рыб и диких животных, включая, но не ограничиваясь куликов, морских птиц, американского тундрового лебедя, гуся-белошея, белолобого гуся, канадскую казарку, черную казарку и других перелетных птиц, лосося, овцебыка и морских млекопитающих |                               |
| Национальные природоохранные области и зоны отдыха |                                |                               | |                               |
| Национальная природоохранная область Стиз          | природоохранная область        | 4900                          | область включает реку Берч-Крик и места обитания карибу. Все планы на добычу полезных ископаемых, расположенных в пределах области, регулируются управлением области для обеспечения защиты природных, научных, культурных, и другие ресурсов территории |                               |
| Национальная зона отдыха Уайт-Маунтинс             | зона отдыха                    | 4000                          | зона отдыха находится в ведении Бюро по земельному управлению США как часть Национальной системы охраны ландшафта. Через зону отдыха протекает Бивер-Крик |                               |

Легенда:
 Изменённые территории